# عقرب البحر قصير الشوكة
عقرب البحر قصير الشوكة (الاسم العلمي: Scorpaena brevispina) هي نوع من الأسماك يتبع جنس عقرب البحر من الفصيلة عقارب البحر.